# Municipio de Sherman (condado de Decatur)
El municipio de Sherman (en inglés: Sherman Township) es un municipio ubicado en el condado de Decatur en el estado estadounidense de Kansas. En el año 2010 tenía una población de 14 habitantes y una densidad poblacional de 0,15 personas por km².

## Geografía
El municipio de Sherman se encuentra ubicado en las coordenadas 39°57′57″N 100°26′59″O / 39.96583, -100.44972. Según la Oficina del Censo de los Estados Unidos, el municipio tiene una superficie total de 92.31 km², de la cual 92,3 km² corresponden a tierra firme y (0,01 %) 0,01 km² es agua.

## Demografía
Según el censo de 2010, había 14 personas residiendo en el municipio de Sherman. La densidad de población era de 0,15 hab./km². De los 14 habitantes, el municipio de Sherman estaba compuesto por el 100 % blancos. Del total de la población el 0 % eran hispanos o latinos de cualquier raza.